# 傅實
傅實（1424年—？），字璨輝，江西南昌府豐城縣人，明朝政治人物。進士出身。

## 生平
江西鄉試第四十三名。天順八年（1464年）甲申科第二甲第十名進士。

## 家族
曾祖父傅景良。祖父傅伯庸。父亲傅文顯。